# اومویل-لستر
اومویل-لستر (به فرانسوی: Aumeville-Lestre) یک کمون در فرانسه است که در canton of Quettehou واقع شده‌است. اومویل-لستر ۲٫۴۴ کیلومتر مربع مساحت دارد ۱۰ متر بالاتر از سطح دریا واقع شده‌است.